# Mózer János
Mózer János (szlovákul: Ján Mozer, ukránul: Іван Іванович Мозер, Iván Ivánovics Mozer, oroszul: Иван Иванович Мозер, Iván Ivánovics Mozer) (Munkács, Beregi zsupa, Csehszlovákia, 1933. december 21. – Moszkva, Oroszország, 2006. november 2.) magyar származású ukrán, fehérorosz és szovjet labdarúgófedezet, csatár és labdarúgóedző. Kétszeres szovjet labdarúgóbajnok és a szovjet bajnokság kétszeres bronzérmese. A szovjet kupa győztese és kétszeres döntőse. A Moszkvai válogatott-csapat tagjaként 1956-ban elsőbbséget szerzett a Szovjet Szpartakiád labdarúgótornáján. Az 1955-1956. években a nemzeti válogatottban néhányszor képviselte a Szovjetuniót és az 1956. évi nyári olimpiai játékok labdarúgó selejtező mérkőzésein is szerepelt. 1958-ban őt felvették a 33 legjobb szovjet labdarúgók közé (2. számú lista). Szovjet sportmester és Oroszország érdemes labdarúgóedzője.

## Pályafutása

### Játékosként
A pályafutását 1946-ban a Dinamo Mukacsevo gyermekcsapatában kezdte, de 1949-ben már bekerült a felnőttkeretbe. A fiatal tehetség egy év múlva átkerült az Ukrán labdarúgó-bajnokság másodosztályában szereplő Bolsevik Mukacsevo-ba, majd 1951-ben őt meghívták a szintén másodosztályú Szpartak Uzsgorodhoz. A labdarúgó-karrierje igazából ezt követően teljesedett ki, amikor 1952-ben ő átigazolt a szovjet bajnokság első osztályában szereplő Dinamo Minszk-hez, amellyel bronzérmes lett. Az igazi tehetsége azonban a moszkvai évei alatt bontakozott ki, amikor 1956-ban először, majd 1958-ban másodszor is, akkor már a Szpartak Moszkva játékosaként elnyerte az országos bajnoki címet és a szovjet kupa győztese is lett. Később eredményesen képviselte a Belarusz Minszk és a Dinamo Minszk klub színeit, melynek csapatkapitánya volt az 1964-1965. években. A szovjet bajnokságban összesen 293 hivatalos mérkőzésen vett részt és 46 gólt szerzett az első osztályú csapatok játékosaként. A szovjet nemzeti válogatott csapatban 1955. február 6-án debütált az India elleni barátságos labdarúgó-meccsen, az utolsó hivatalos mérkőzését pedig Magyarország ellen játszotta Moszkvában, 1956. szeptember 23-án, amelyen a magyar csapat győzött 1:0-ra.

### Edzőként
Az aktív labdarúgást befejezése előtt, 1964-ben elvégezte a Fehéroroszországi Állami testnevelési egyetemet és 1968-ban a Moszkvai ifjúsági sportiskolában helyezkedett el előbb edzői munkakörben, majd vezetőedzőként a fiatal labdarúgókkal foglalkozott. Később azonban a Sinnik Jaroszlavl és a Dinamo Minszk mestercsapatokat irányította és a Dinamo Sportklub Központi Tanácsában töltött be különböző vezetői beosztásokat. Az 1975-1976. és az 1984-1985. években már a Dinamo Moszkva klubigazgatója volt, az 1979-1980. és az 1985-1987. években pedig - a moszkvai klub edzője. Időközben a Dinamo Sportklub Oroszországi Tanácsát is irányította, majd 1988-tól kezdődően a Lev Yashin érdemes sportmester nevét viselő moszkvai sportiskola igazgató-helyetteseként dolgozott. Ezt követően 1993-ban a Dinamo-Gazovik Tyumeny csapatot edzette, később pedig a Dinamo Moszkva klub technikai igazgatója és a vezérigazgató asszisztense volt.

## Sikerei, díjai
- Szovjet bajnokság
  - bajnok (2): 1956, 1958
  - bronzérmes (2): 1954, 1957
- Szovjet kupa
  - kupagyőztes: 1958
  - döntős (2): 1957, 1965
- Szovjet Szpartakiád
  - győztes: 1956
- ’’33 legjobb szovjet labdarúgó listája’’
  - (2. számú lista): 1958
- ’’Szovjet sportmester’’ kitüntető cím: 1959
- ’’Oroszország érdemes labdarúgóedzője’’ kitüntető cím: 1981

## Ajánlott irodalom
- Fedák László. Kárpátalja a sporteredmények tükrében (53. 113., 114. és 138. oldal). Ungvár: Karpati (1994) (ukránul)
- Krajnyanica Péter. A kárpátaljai labdarúgás története (28., 93. és 96. oldal). Ungvár: Karpati (2004) (ukránul)
- Mihalina László. Otthon minden kő megsegít... (88. oldal). Vác: Kucsák Könyvkötészet és Nyomda (2011)

## Fordítás
- Ez a szócikk részben vagy egészben  a(z)   Мозер, Иван Иванович című orosz Wikipédia-szócikk ezen változatának fordításán alapul.  Az eredeti cikk szerkesztőit annak laptörténete sorolja fel. Ez a jelzés csupán a megfogalmazás eredetét és a szerzői jogokat jelzi, nem szolgál a cikkben szereplő információk forrásmegjelöléseként.